# Kirkenesi és petsamói rajtaütések
A kirkenesi és petsamói rajtaütések egy 1941. július 30-án indított brit hadművelet keretében zajlottak le a német megszállás alatt levő norvégiai kirkenesi kikötőben és a Finnországhoz tartozó petsamói kikötőben állomásozó kereskedelmi hajók ellen. A hadművelet a britek számára kudarccal végződött, a támadó repülőgépeknek mindössze egy hajót sikerült megsemmisíteniük, 16 repülőgép elvesztése árán.

## Előzmények
A támadás előkészületei a náci Németország Szovjetunió elleni hadműveletéig nyúlnak vissza. A június 22-i német támadást Finnország is aktívan támogatta, így próbálva meg a téli háborúban elvesztett területeit visszaszerezni. Június 25-én a finn hadsereg átlépte a szovjet határt, kirobbantva ezzel a később folytatólagos háborúnak elnevezett konfliktust.
Az Egyesült Királyság azonnal a Szovjetunió segítségére sietett. Rövidesen megkezdődtek a Szovjetunióba irányuló fegyverszállítások, de a brit vezérkar úgy gondolta, hogy a tengelyhatalmak kikötői ellen indított támadásokkal aktívan is támogathatják a Szovjetuniót (ezt az elképzelésüket az 1940 novemberi, elsöprő brit győzelemmel végződő tarantói csata mintájára alapozták).

## A rajtaütés
A rajtaütésre összeállított flotta főerejét a HMS Victorious és a HMS Furious repülőgép-hordozók jelentették, védelmüket két cirkáló és hat romboló látta el. A flotta július 23-án hagyta el az Orkney-szigeteki Scapa Flow öblöt. Az egyik cirkáló július 25-én, az izlandi partok mellett aknára futott és súlyosan megrongálódott, ezért egy másik romboló hazavontatta, helyüket a Brit Királyi Haditengerészet két másik rombolója vette át. Habár a terv szerint meglepetésszerű rajtaütést szerettek volna indítani, ez a reményük rövidesen szertefoszlott, amikor nem sokkal a támadás megindítása előtt egy német repülőgép észlelte a flottát.
A HMS Furious repülőgépei a petsamói kikötő ellen indítottak támadást, melyben azonban mindössze egy hajót állomásozott. A támadók heves légvédelmi tűzben részesültek, melynek következtében három repülőgépet vesztettek és kénytelenek voltak visszavonulni a hajó elsüllyesztése nélkül.
A HMS Victorious Kirkenes ellen indított támadása katasztrófába torkollott. A brit repülőket már a támadás megindítása előtt a Luftwaffe vadászrepülői fogadták. A kibontakozó heves légiharc során a brit torpedóbombázók egy része sikeresen eljutott a kikötőig és elsüllyesztett egy teherhajót, egy másikat pedig súlyosan megrongált, az összecsapásban azonban 13 repülőgép is megsemmisült, 8 pedig megrongálódott. Brit jelentések szerint a németek négy repülőgépet vesztettek (a német hadijelentések azonban csak két repülőgép elvesztéséről szólnak).